# آی‌ان‌اس ویکرانت (آر۱۱)
آی‌ان‌اس ویکرانت (آر۱۱) (به انگلیسی: INS Vikrant (R11)) یک کشتی بود که طول آن ۱۹۲ متر (۶۳۰ فوت) waterline, 213.3 metres (700 ft) extreme بود. این کشتی در سال ۱۹۴۵ ساخته شد.